# 加里波利半島
盖利博卢半岛，又译为加利波利半岛、加里波利半岛，位于土耳其欧洲部分，西面为爱琴海，东面为达达尼尔海峡。
盖利博卢源自希腊语，意为“美丽的城市”。

## 外部連結
- Gallipoli Peninsula Historical National Park photos with info
- Tours of Gallipoli

40°21′N 26°27′E / 40.35°N 26.45°E